# 潘旭
潘旭（1984年6月8日—），汉族，中國大陆歌手，畢業於华南师范大学音乐表演专业。2008年代表中国大陆参加香港TVB8举行的《TVB全球华人新秀歌唱大赛》最终获得冠军—金麦克风大奖，以及完美音色大奖、大无畏挑战奖两个单项奖。

## 主要经历
- 1986年，出生于吉林省吉林市一个普通工人家庭；
- 2005年，考入华南师范大学音乐表演专业学习（2009年毕业）；
- 2006年，南方电视台《敢拼才会赢》年度总冠军[1]；
- 2007年，获得MTV音乐台举办的冰力卡拉风歌唱比赛中荣获第2名.和最高人气奖；同年晋级湖南卫视《2007快乐男声》广州赛区50强[2]
- 2008年，香港TVB8《TVB全球华人新秀歌唱大赛》冠军—金麦克风大奖，以及完美音色大奖、大无畏挑战奖两个单项奖[3][4]；
- 2009年，广东旅游金曲精英大赛亚军[5][6]；
- 2010年，担任广东省旅游形象推广大使；
- 2011年，首届广东星海音乐节歌唱大赛流行组冠军[7]；
- 2012年，广东歌舞剧院签约独唱演员；
- 2013年，《第十五届CCTV青年歌手电视大奖赛》以广东赛区流行唱法第一名的好成绩进入青歌赛决赛10强[8][9]。

## 音乐作品
- 单曲《有那么一天》
- 单曲《愛的單選題》 2019.7
- 单曲《我們就不要再有牽扯》2019.7
- 单曲《長路》 2019.7
- 单曲《第二個世界》 2019.8
- 单曲《紮心》 2019.8
- 单曲《我的情歌裡》 2019.9
- 单曲《我們終將失去所有》 2019.11
- 单曲《我為自己打勾》 2019.12
- 单曲《不可及》 2019.12
- 单曲《我們都需要被愛》 2019.12
- 单曲《青竹》 2020.01
- 单曲《悲傷給我》 2020.02
- 单曲《寂寞果實》 2020.06
- 单曲《無話可說》 2020.07
- 单曲《成長地圖》 2020.08
- 单曲《治愈》 2020.09
- 单曲《忽然的雨》 2020.09
- 单曲《逍遥江湖》 2020.10
- 单曲《你好 旧时光》 2020.10
- 单曲《眼泪成瘾》 2020.11
- 单曲《撒谎》 2020.12
- 单曲《一刀》 2020.12
- 单曲《山大王》 2021.01
- 单曲《没人疼的女孩》 2021.02
- 单曲《我们都曾深爱过对方》 2021.03